# Queets River
Queets River är en flod i den amerikanska delstaten Washington belägen på Olympic Peninsula, mestadels inom Olympic nationalpark.
Flodens namn kommer den amerikanska ursprungsbefolkningens uttryck "ka WEE utz", som betyder ungefär "människor gjorda av jord/smuts/lera".